# モルソン湖 (マニトバ州)
モルソン湖はカナダのマニトバ州にある湖。ヘイズ川の水源であり、ノルウェイ・ハウスの北東約60㎞に位置する。
長さ45㎞、幅22㎞で、面積400km2、標高は221mである。主な流入河川は南から流入するモルソン川とKeepeewiskawakunであり、北からヘイズ川が流出しロビンソン湖へ向かう。
モルソンレイク空港が湖西端部の北岸にある。